# フシジン酸
フシジン酸（フシジンさん、英: fusidic acid）は、クリームおよび点眼剤の形で局所的に使用されることが多い抗生物質であるが、錠剤または注射剤の形で全身投与することも可能である。近年、抗菌剤耐性の獲得が国際的に問題となる中、その使用に新たな関心が向けられている。

## 薬理
フシジン酸は、翻訳伸長因子EF-Gのリボソームからの解離を防ぐことで、細菌のタンパク質合成阻害剤として機能する。フシジン酸は、主にブドウ球菌属（Staphylococcus）やレンサ球菌属（Streptococcus）、コリネバクテリウム属（Corynebacterium）などのグラム陽性細菌に効果的である。フシジン酸は、細菌の翻訳を阻害するが菌を殺さない、静菌作用を持つ。
フシジン酸は、Fusidium coccineumという菌類に由来するステロイド系の抗生物質である。デンマークのレオファーマ社によって開発され、1960年代に臨床での使用が解禁された。フシジン酸は、Mucor ramannianusやIsaria koganaといった他の菌類からも単離される。薬剤はフシジン酸ナトリウムとして使用が認可されており、韓国、日本、イギリス、カナダ、ヨーロッパ、オーストラリア、ニュージーランド、タイ、インド、台湾で承認されている。化合物のPK/PDプロファイルに基づいた、異なる経口投与レジメンがTakstaとしてアメリカ合衆国で臨床開発中である。

## 使用
フシジン酸はin vitroで黄色ブドウ球菌（Staphylococcus aureus）をはじめとして、ほとんどのコアグラーゼ陽性のブドウ球菌、コリネバクテリウム属の種、ほとんどのクロストリジウム属（Clostridium）の種に対して活性がある。一方、エンテロコッカス属（Enterococcus）やほとんどのグラム陰性細菌（ただしナイセリア属（Neisseria）、モラクセラ属（Moraxella）、レジオネラ（Legionella pneumophila）、バクテロイデス（Bacteroides fragilis）を除く）に対しては、有用な活性がないことが知られている。フシジン酸は、in vitroでも臨床においても、らい菌（Mycobacterium leprae）に対して活性があるが、同属の結核菌（Mycobacterium tuberculosis）に対してはわずかな活性しか示さない。
フシジン酸の臨床での利用において重要な点の1つは、メチシリン耐性黄色ブドウ球菌（MRSA）に対する活性である。MRSAやコアグラーゼ陰性黄色ブドウ球菌を含む、いくつかの米国株の細菌種を対象としたin vitro感受性試験において、フシジン酸の強力な活性が示されている。薬剤耐性獲得の遺伝的障壁は低い（1ヶ所の点変異で耐性が獲得される）ため、深刻なMRSA感染の治療に対しては、ヨーロッパやカナダなどで承認されている経口または局所的投与のレジメンで単独で用いてはならず、リファンピシンのような他の抗菌剤と組み合わせて用いるべきである。一方で、病原体が高い薬剤濃度に曝露されているときには耐性選択は低い。高用量の経口投与による単剤療法がアメリカ合衆国で開発中である。
フシジン酸の局所的投与は、尋常性痤瘡（ニキビ）の治療に用いられることがある。ニキビの治療において、フシジン酸はその症状を部分的に改善する効果があることが多い。一方で、フシジン酸のアクネ菌（Cutibacterium (Propionibacterium) acnes）に対する活性は、ニキビの治療によく用いられる他の抗生物質ほどには高くないことが研究で示されている。また、フシジン酸は他の皮膚や眼用の製品（Fucibetなど）にも含まれていることがあるが、こうした目的での使用については議論がある。
フシジン酸は、皮膚感染症以外の適応症についても試験がなされている。フジジン酸が人工関節に関連した慢性骨髄炎患者の治療に効果がある可能性がある、という特例使用事例に基づくエビデンスが存在する。

## 用量
フシジン酸は黄色ブドウ球菌の感染に対し、低用量で単独で用いるべきではない。一方で、フシジン酸は高用量での単剤療法としての可能性がある。フシジン酸を含有する局所製剤（スキンクリームや眼軟膏）の使用は薬剤耐性の獲得と強く関連しており、フシジン酸の単剤療法の継続的使用には反対の声がある。ヨーロッパで用いられている局所製剤は、多くの場合フシジン酸とゲンタマイシンが混合されており、耐性獲得の防止が図られている。
フシジン酸ナトリウムの成人用量は、処方される症状に応じて、1日2回250 mgから最大1日3回750 mgである（皮膚に用いる場合はより少ない用量である）。錠剤または懸濁液の状態で利用可能である。アメリカ合衆国で臨床開発中の経口投与レジメンは、1日目に 1500 mg を2回、その後は1日2回600 mgの用量である。In vitroモデルでは、このレジメンでの微生物の耐性選択の可能性は低いことが示されている。
静注用製剤も存在するが、静脈に刺激性であり静脈炎を引き起こす。ほとんどの場合は経口服用で非常によく吸収されるので、患者が嚥下可能であれば、たとえ心内膜炎（心腔の感染）の治療であっても、静脈注射をする必要性はほとんどない。

### 注意
妊娠時の安全性のエビデンスは不十分である。動物実験と多年の臨床経験からはフシジン酸には催奇性がないことが示唆されるが、フシジン酸は胎盤関門を通過する。

### 副作用
フシジン（Fucidin）の錠剤と懸濁液（主成分はフシジン酸ナトリウム）は、肝臓に異常を引き起こすことがあり、黄疸（皮膚や白目が黄色くなること）が引き起こされることがある。これらの症状はフシジンの投与が終了すると回復する。他の関連する副作用には、暗色の尿と通常より軽い便などがある。これらも治療が完了すると元へ戻る。これらの副作用に気づいたときは、医師に相談すべきである。

## 薬剤耐性
フシジン酸に対する耐性獲得のメカニズムは、黄色ブドウ球菌でのみ詳細な研究がなされている。最も重要なメカニズムは、染色体上でEF-GをコードするfusA遺伝子中の点変異である。変異によってEF-Gは、フシジン酸が結合できないよう変化する。フシジン酸が単独で用いられている場合、耐性は容易に獲得され、多くの場合治療中に獲得される。他のほとんどの抗生物質と同様、フシジン酸への耐性は他の薬剤と併用時には頻繁には発生しない。これが深刻な黄色ブドウ球菌感染の治療にフシジン酸を単独で用いるべきではない理由である。しかしながら、少なくともカナダの病院で1999年から2005年にかけて集められたデータからは、MRSAやメチシリン感受性黄色ブドウ球菌が耐性を獲得する確率はむしろ低く、局所的に用いられる抗生物質としてはムピロシンのほうがより問題であることが判明した。
また、細菌は「fusB型」の耐性を示すこともある。耐性は、プラスミド上に見つかるfusB、fusC、fusD遺伝子によるものである。fusB型耐性遺伝子の産物は213残基のタンパク質で、EF-Gに1:1の比で相互作用する。 FusB型タンパク質はフシジン酸とは異なる領域に結合し、EF-Gのコンフォメーション変化を引き起こす。これによってEF-Gはフシジン酸から解放され、別のリボソームのトランスロケーションに参加できるようになる。
FusB型の耐性はMRSAの臨床分離株によく見られ、いくつかのコホートでは70%以上で観察されている。

## 相互作用
フシジン酸は、キノロンと拮抗するため併用するべきではない。リファンピシンとの併用によって、フシジン酸の作用は相加的または相乗的となる。2008年8月8日、アイルランド医薬品委員会（Irish Medicines Board）は、59歳のアイルランド人男性がアトルバスタチンとフシジン酸の併用後に横紋筋融解症を発症して死亡した事例と、類似の3件の事例について調査を行っていると報告した。2011年8月、イギリスの医薬品・医療製品規制庁はで「重篤で致死の可能性のある横紋筋融解症の危険性があるため、フシジン酸（フシジン）はスタチンと同時に全身投与されるべきではない」と警告する医薬品安全対策情報を出した。